# R-7 Semjorka

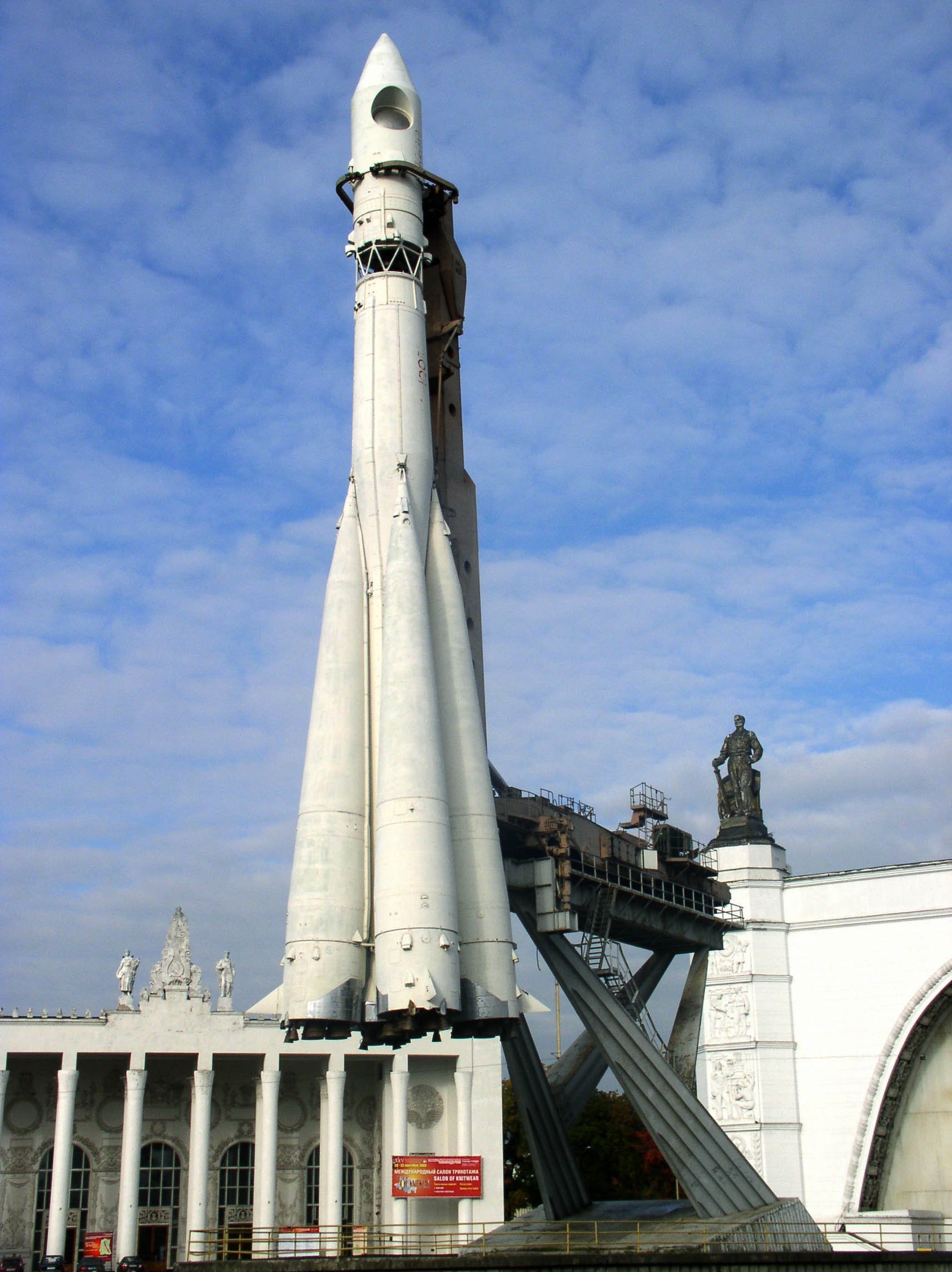
R-7

R-7 Semjorka (ryska: Р-7 Семёрка "sjuan", NATO-rapporteringsnamn: SS-6 Sapwood, GRAU: 8K71) var världens första interkontinentala ballistiska robot. Den utvecklades av Sovjetunionen under kalla kriget. Raketen lade också grunden för utvecklingen av Sojuz, som används än idag.

## Beskrivning
R-7:an var 34 meter hög, 3 meter i diameter och vägde 280 ton. Den hade en tvåstegs raketmotor, som drevs med flytande syre och fotogen och hade kapacitet att leverera sin last 8800 km med träffsäkerhet på 5 000 meter. En nukleär stridsspets bars med en sprängkraft på 3 megaton. Den första uppskjutningen skedde med hjälp av startraketer på första steget.

## Utveckling
Arbetet började vid OKB-1 (nuvarande RKK-Energia) och andra platser 1953 med att rita en tvåstegsrobot på 170 ton kapabel att leverera en 300 kilo stridsspets 8000 km. Efter de första marktesterna i slutet av 1953 omarbetades designen kraftigt och den slutgiltiga designen blev inte godkänd förrän i maj 1954. Det första provskjutningen av den nya roboten under kodnamnet 8K71 skedde den 15 maj 1957 från Kosmodromen i Bajkonur. En av hjälpraketerna fattade eld, vilket ledde till att roboten oavsiktligt kraschade 400 km från uppskjutningsplatsen. Efter ett andra misslyckat uppskjutningsförsök lyckades man den 21 augusti nå 6 000 km. Det tillkännagavs av TASS den 26 augusti. En modifierad variant av R7 Semjorka – Sputnik –  användes för att skjuta upp världens första satellit, Sputnik 1, i omloppsbana 4 oktober och Sputnik 2 den 3 november.
Efter dessa testflygningar gjordes vissa modifieringar, så nya tester utfördes inte förrän i december 1959. Uppgraderingarna resulterade i 8K74, vilken i jämförelse med 8K71 var lättare, hade bättre navigationssystem, kraftfullare motorer och mer bränsle. Räckvidden ökade till 12 000 km och lasten till 5 370 kg. Stridsspetsarna som testades på Novaja Zemlja var på 2,9 megaton vardera.
8K71 och 8K74 producerades som R-7 respektive R-7A och var i tjänst från 1962 till 1968. Därefter användes de för rymdforskning, varifrån de utvecklades till Vostok, Voschod och senare Sojuz.

## Verksamhetshistorik
Den första strategiska roboten togs i bruk den 9 februari 1959 i Plesetsk i nordvästra Ryssland. Den 15 december 1959 testades R-7 för första gången. Dock ansågs R-7 vara ett misslyckande som vapensystem. Endast sex raketbaser togs i bruk, fyra vid Plesetsk och två vid Bajkonur i Kazakstan. Kostnaden för systemen var enorma, mest på grund av problemen med att konstruera dem på så avlägsna platser som de stora raketbaserna krävde. Under en tid uppskattas varje bas ha kostat 5 % av den totala sovjetiska försvarsbudgeten. Detta var dock inte unikt för Sovjet; USA hade liknande problem.
Vid sidan av kostnaden hade roboten andra försvagande verksamhetsproblem. Amerikanska spaningsplan passerade över de enorma raketbaserna som inte kunde gömmas och man kunde räkna med att baserna snabbt skulle bli utslagna vid ett kärnvapenkrig. Den enorma R-7:an tog nästan 20 timmar att förbereda för uppskjutning och kunde inte bli lämnad mer än en dag under full beredskap på grund av det kryotekniska bränslesystemet (med gaser kylda till vätska). Misslyckandet med R-7-systemen pressade Sovjetunionen att utveckla den andra generationens robotar som var mer praktiska vapensystem.